# Monopol (torn)

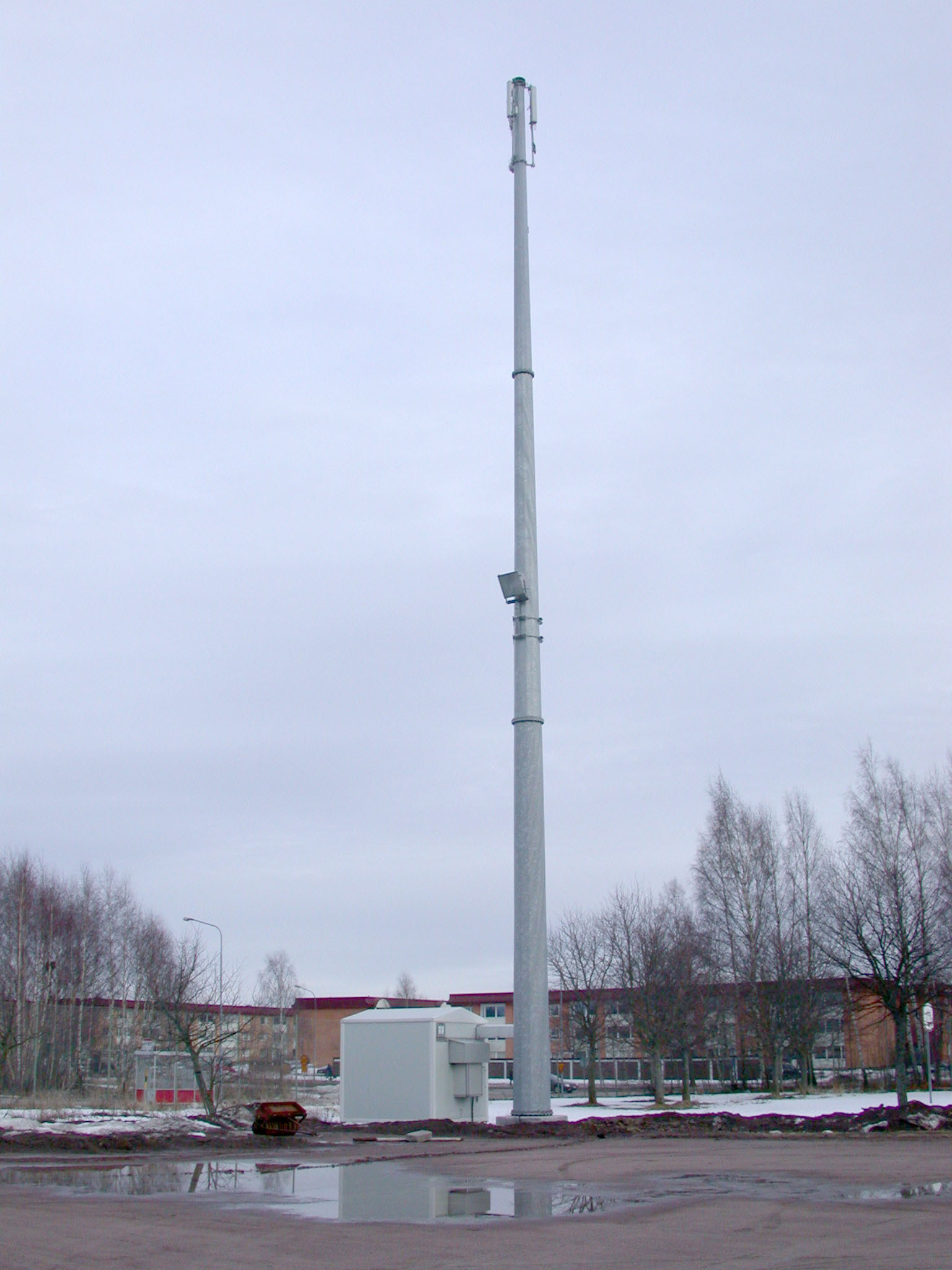
Monopol i Motala i Sverige.

Monopol, på engelska monopole, en typ av antenn, ibland i form av ett torn som fungerar som antenn (självstrålande mast). Ordet används ibland även om torn som bär antenner, strålkastare, m.m. Ordet är en sammansättning, som uttalas med o-ljud i slutstavelsen. Monopoler som antennbärare har blivit mer populära i och med utbyggnaden av tredje generationens mobiltelefoninät, UMTS. En variant av monopolen är monopoden, vilket är en monopol med inbyggt teknikutrymme i konstruktionens bas. Den sistnämnda lösningen är mindre vanlig i Sverige.